# Bella ciao (musikgrupp)
Bella Ciao var en svensk musikgrupp inom proggrörelsen.
Bella Ciao-gruppen startades av Carlo Barsotti, född 25 augusti 1939 i Toscana, död 25 november 2024. Han började redan i hemlandet Italien att intressera sig för film och teater och lärde på 1960-talet känna Dario Fo. År 1968 kom han till Sverige och bosatte i Stockholm, där han kom att verka inom Narrenteatern. Han bildade Bella Ciao-gruppen tillsammans med andra medlemmar av denna teatergrupp samt ett antal sångare och musiker. Musiken var inspirerad av italienska kampsånger och gruppens namn är hämtat från den italienska partisanvisan "Bella ciao".
Karin Biribakken medverkar som gästartist på låten ''Karins sång'' på Hoola Bandoola Bands LP  På väg 1973 (Text och musik Mikael Wiehe).

## Medlemmar
- Carlo Barsotti (sång)
- Anna Barsotti (sång, blockflöjt, gitarr)
- Karin Biribakken (sång, mandolin, gitarr, bouzouki, trummor)
- Lena Ekman (sång, gitarr, dragspel)
- Björn Granath (sång)
- Jan Hammarlund (sång, gitarr)
- Niklas Hellberg (sång, trummor)
- Figge Holmberg (sång)
- Fred Lane (sång, dragspel, concertina, gitarr, bouzouki)
- Bibi Nordin (sång)
- Kjell Westling (klarinett, flöjt, saxofon, keyboards, gitarr, cello, bouzouki, blockflöjt, franskt horn, kornett, fiol, mandolin, sång)
- Carin Ödquist (sång, dragspel, blockflöjt)

## Diskografi
- 1976 – Om åtta timmar (MNW 67P)
- 1978 – När dagen randas	(Nacksving 08-1)
- 1982 – Från 1945 till evigheten (Bella Ciao)
- 2010 – 1976-1981 De 22 bästa sångerna av Bella Ciao (samlingsskiva)